# Szembruk (przystanek kolejowy)
Szembruk – zlikwidowany przystanek osobowy w Szembruku, w gminie Rogóźno, w powiecie grudziądzkim, w województwie kujawsko-pomorskim w Polsce. Położony na linii kolejowej z Gardei do Łasina. Linia ta została zbudowana w 1886 roku przez władze niemieckie. W 1979 roku linia została zamknięta dla ruchu pasażerskiego i towarowego. W tym roku zostało również rozebrane torowisko.